# Rhynchozoon spicatum
Rhynchozoon spicatum är en mossdjursart som beskrevs av Osburn 1952. Rhynchozoon spicatum ingår i släktet Rhynchozoon och familjen Phidoloporidae.
Artens utbredningsområde är Mexikanska golfen. Inga underarter finns listade i Catalogue of Life.